# 미녹스

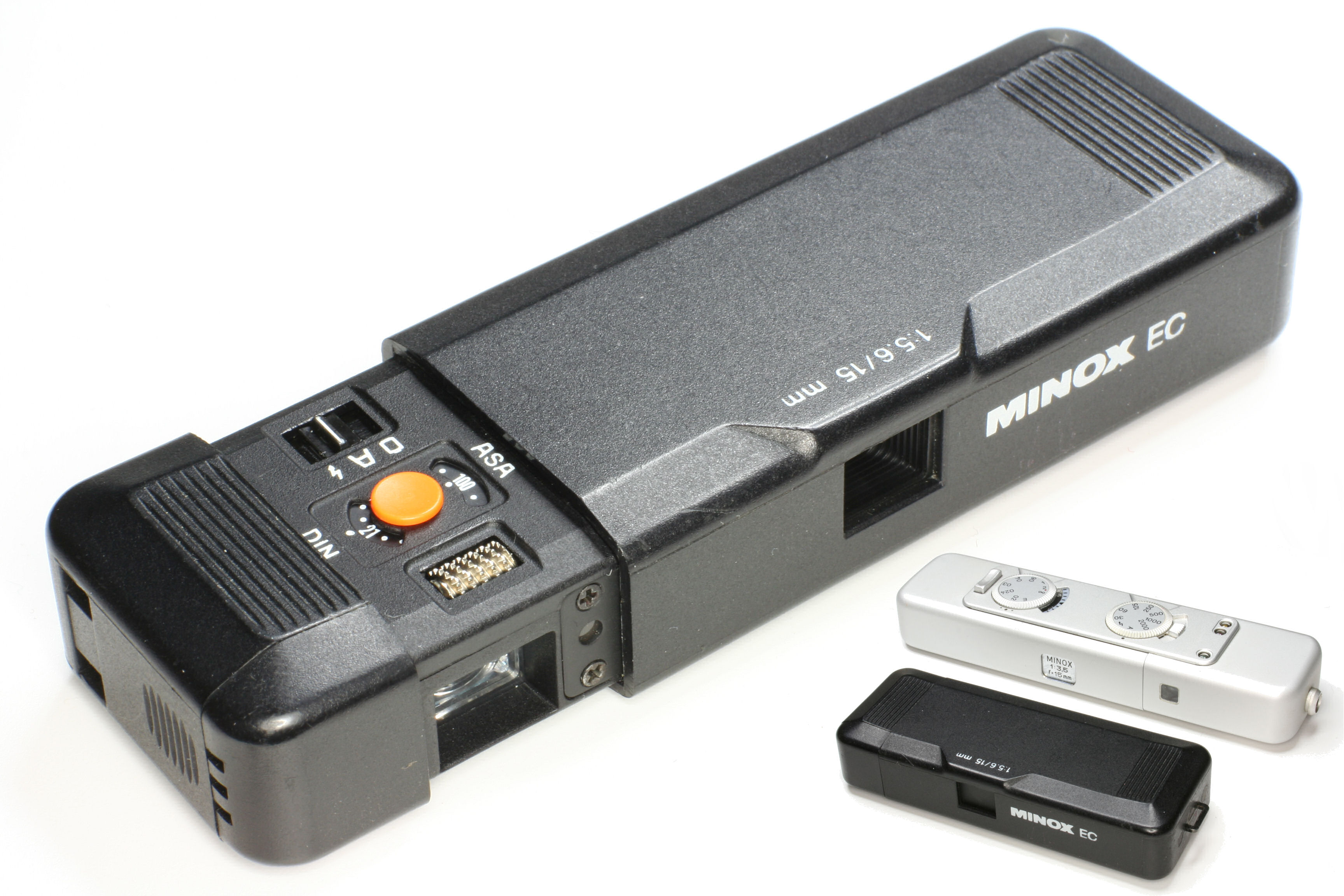
Minox EC

미녹스(독일어: Minox)는 카메라 제조 업체로, 특히 소형 카메라로 잘 알려져 있다.